# Commodore D9060
Los Discos duros Commodore D9060/D9090 fueron la única familia de discos duros que Commodore fabricó para el mercado doméstico y comercial. La electrónica es idéntica en la D9060 y en la unidad D9090 más grande; la única diferencia es el tamaño del disco duro instalado, con un puente para distinguir entre 4 o 6 cabezas. Diseñado originalmente para la serie de computadoras PET/CBM con carcasa metálica, son compatibles con los modelos VIC-20, Commodore 64 y posteriores con un adaptador.

## Datos técnicos
| Modelo | Tipo de mecanismo | RPM       | Cabezas | Cilindros | Sectores | Bytes/sector | Tamaño sin formato | Tamaño formateado | Bloques libres | Libres    |
| ------ | ----------------- | --------- | ------- | --------- | -------- | ------------ | ------------------ | ----------------- | -------------- | --------- |
| D9060  | TANDON TM602S     | 3600 ± 1% | 4       | 153       | 32       | 256          | 6,4 MB             | 5,01 MB           | 19,442         | 4860,5 kB |
| D9090  | TANDON TM603S     | 3600 ± 1% | 6       | 153       | 32       | 256          | 9,6 MB             | 7,52 MB           | 29,162         | 7290,5 kB |

- en la D9060; 153 cilindros × 4 cabezales × 32 sectores × 256 bytes/sector equivale a 5,01 MB.
- en la D9090; 153 cilindros × 6 cabezas × 32 sectores × 256 bytes/sector equivale a 7,52 MB.

Internamente, el sistema se componía de cuatro partes principales:
1. CBM DOS 3.0 PCB
2. Controladora SASI
3. Disco duro
4. Fuente de alimentación

Voltaje de entrada: 100, 117, 220, 240 Vca

## Fuente de alimentación
Enchufe y cable de 4 clavijas: el cableado y los voltajes siguen el estándar mundial para cables de potencia de unidades, pero los colores no son estándar.
| clavija | Uso            |
| ------- | -------------- |
| 1       | 5 V            |
| 2       | Tierra (negro) |
| 3       | Tierra (negro) |
| 4       | 12 V           |

## CBM DOS 3.0 PCB

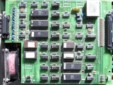
CBM DOS PCB

Este PCB DOS está formado por varios componentes electrónicos importantes:
- 3 × ROM (dos para el sistema CBM DOS y la comunicación con la computadora anfitrión, uno para las comunicaciones SASI para el formateo de bajo nivel del disco duro: diseño de pista y sector, 4 o 6 cabezales).
- Se pueden seleccionar 4 o 6 cabezales mediante un jumper ubicado en la parte frontal de la PCB de DOS.
- 2 × microprocesadores MOS 6502 a 1 MHz
- 2 × chips de E/S RIOT 6532
- 1 × VIA chip de E/S 6522
- 8 × chips SRAM 2114, para el DOS de 4 kB, búferes de disco del sistema.
- Número de dispositivo Commodore seleccionable entre 8-11 (en IC 7H:6532)

## Controlador SASI
El cerebro principal que impulsa este controlador es el AMD AM2910 (un secuenciador de direcciones de 12 bits). La Interfaz SASI fue inventada por Shugart que más tarde se convertiría en Seagate. SASI finalmente se estandarizó y se conoce hoy como SCSI.

## Conexión de dos discos duros a un controlador SASI
Capaz de administrar 2 x mecanismos MFM de disco duro, que se comunican al usuario como dos directorios combinados, con un número de encabezado = 0 y el otro número de encabezado = 1. Esto es diferente a otras unidades Commodore de esta época, que requería que cada directorio de disco separado se llamara individualmente con un comando LOAD "0:$",8 y LOAD "1:$",8 para las dos unidades que residen en el dispositivo 8. Parece que Commodore nunca completó el desarrollo del DOS; esto se indica por la forma en que dos directorios se superponen para un dispositivo y el número de bloques libres se muestra como si solo se estuviera usando un disco duro. El DOS también se «bloqueará» si se intenta acceder a la unidad de disco 1 cuando solo hay una unidad de disco duro conectada como unidad de disco 0.

## Disco duro
La unidad utiliza unidades de disco duro Tandon TM602S/TM603S. Tandon fue fundada en 1975 y pasó a formar parte de Western Digital (WD) en 1988.
Los datos se codifican en los platos del disco mediante el formato MFM.
Internamente, el sistema tenía una tasa de transferencia de 5 Mbit/s desde la unidad de disco duro al PCB controlador CBM DOS 3.0.
Cilindros = 153 (por disco duro). La unidad de 6 cabezales contiene 3 platos, la unidad de 4 cabezales contiene 2 platos.
Sectores por cilindro = 192 (D9090) (32 sectores × 6 cabezas)
Sectores por cilindro = 128 (D9060) (32 sectores × 4 cabezales)
Sectores por pista = 32
Bytes por sector = 256
Tiempo de acceso pista a pista, promedio: 153 ms, 99 ms
Tasa de errores:
Lectura de software: 1 x 1010 bits
Lectura de hardware: 1 x 1012 bits
Búsqueda de errores: 1 x 106 seeks
Densidad de grabación: 7690 BPI (bits por pulgada)
Velocidad de transferencia: 5 Mbit / s
+12Vca +/-10%. 1,5 amperios típicos, 5 amperios máximo durante 10 segundos con no más de 5 milivoltios PARD*
+5Vcc +/- 5%. 8 amperios típicos con no más de 50 milivoltios PARD*
*Desviación periódica y aleatoria.
Ambiental:
Temperatura ambiente:
En funcionamiento: 16 °C a 46 °C
Apagado: -35,4⁰C a 60 °C
Humedad relativa: 8% a 80%
Temperatura máxima de bulbo húmedo: 26⁰C sin condensación
Verdadero: 0,0-0,4 V Imax=40mA máximo
Falso: 2,5-5,25 V Imax=0mA abierto
Señal de control eléctrica para señales de un solo extremo: controlador 7438 en un máximo de 6 m de cable en una señal de +5V, 220 ohm. Terminador de 330 ohms.
GND en una carga 74LS14.

## Formateo
A pesar del pequeño espacio de almacenamiento (según los estándares actuales) de estos discos duros heredados, el formateo puede requerir mucha paciencia por parte del usuario:
- D9060 (4 cabezales): el formateo tarda aproximadamente 1 hora.
- D9090 (6 cabezales): el formateo tarda aproximadamente 1 hora y 20 minutos.

Estos retrasos prolongados se pueden atribuir a la operación general que consiste en el formateo de disco de bajo nivel por parte del controlador SASI, seguido de un patrón de prueba de escritura de seis pasadas, en toda la superficie del disco por parte del DOS antes de colocar la información de archivos inicial.

## Particiones y subdirectorios
Debido a la estructura del DOS 3.0 integrado, solo hay una partición principal que contiene el directorio y todos los archivos guardados. No hay subdirectorios, por lo que en algún momento tendrá problemas cuando escriba LOAD "$",8 y LIST; la lista de directorios llena la pantalla y luego se desplaza. Puede pausar la lista de directorios como con cualquier computadora Commodore. Pero si tiene decenas o cientos de archivos guardados, entonces el usuario debe esperar un tiempo hasta que la lista completa del directorio haya terminado de desplazarse.

## Usando mecanismos de disco más grandes
Con cambios menores en el código ROM de CBM DOS, se podrían intercambiar unidades de disco duro de mayor capacidad en la unidad D9060/D9090. Esto se hizo mediante la búsqueda de unidades con 8 cabezales (4 platos) y 256 cilindros. El CBM DOS admitiría estos números si se hiciera "codificación dura" en la ROM. No se podría acomodar nada más grande sin cambios importantes en el código de la unidad. En la década de 1980, una empresa de Arizona llamada Copperstate Cash Register vendía unidades mejoradas a las empresas y a la comunidad de operadores de BBS.
| Modelo           | Tipo de mecanismo | RPM  | Cabezas | Cilindros | Sectores | Bytes/sector | Real    | Tamaño formateado | Bloques libres | Libres      |
| ---------------- | ----------------- | ---- | ------- | --------- | -------- | ------------ | ------- | ----------------- | -------------- | ----------- |
| D9060 modificado | Desconocido       | 3600 | 8       | 256       | 32       | 256          | 16,8 MB | ~12,0 MB          | Desconocido    | Desconocido |

- 256 cilindros × 8 cabezales × 32 sectores × 256 bytes/sector equivale a 16,8 MB.

## IEEE – 488 bus

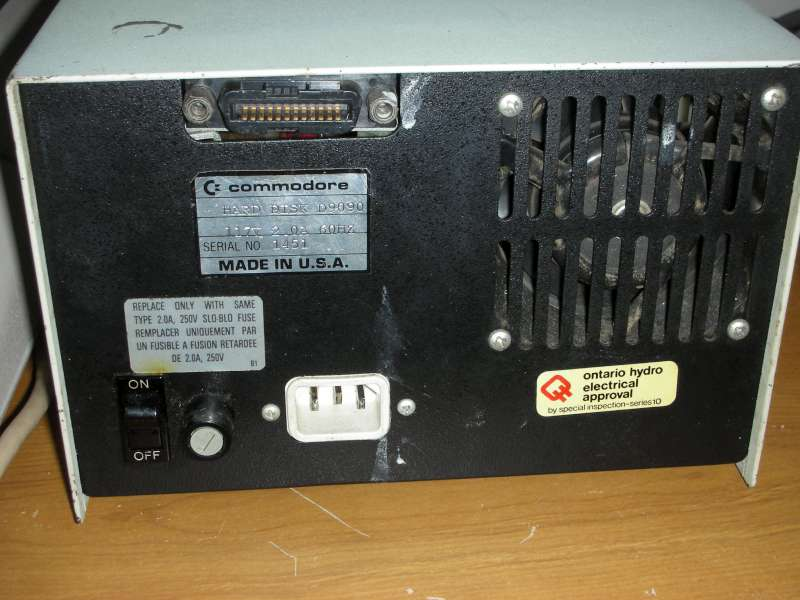
La parte posterior de una unidad D9090 mostrando el puerto IEEE-488.

La unidad utilizaba la interfaz IEEE-488 (cable paralelo de 24 hilos) para comunicarse con las computadoras (también conocido como General Purpose Interface Bus (GPIB, bus de interfaz de propósito general) y bus de interfaz de Hewlett-Packard (HP-IB)). La tasa de transferencia fue de 1,2 kB por segundo desde la D9060/D9090. Estos discos duros se pueden encadenar en la interfaz con cada unidad utilizando un número de dispositivo diferente.
El D9060/D9090 fue diseñado para su uso en la familia de computadoras Commodore CBM/PET, pero debido a que esta familia de computadoras con carcasa metálica quedó obsoleta por el VIC-20 y el Commodore 64, la mayor demanda de estas unidades provino del mercado de usuarios de computadoras personales más grande del mundo en ese momento, los usuarios de VIC-20, C64 y C128.[cita requerida] Como resultado, varias empresas crearon interfaces que efectivamente le daban al VIC-20 y el Commodore 64/128 un puerto IEEE-488. El primero producido fue el cartucho VIC-20 IEEE 488, número de modelo «VIC-1112», producido por Commodore.
Varias empresas fabricaron cartuchos de interfaz Commodore 64 IEEE-488. El cartucho IEEE Commodore 64/128 original se fabricó más tarde y se incluyó en unidades de disco SFD-1001 únicamente en Europa, lo que explicaría por qué esta unidad era desconocida en los Estados Unidos.
|          |
| C64-Plus |

|               |
| cartucho VC40 |

|                                         |
| Interfaz Buscard II, baterías incluidas |

- Baterías incluidas - Interfaz Buscard II (contiene RIOT 6532, 6821 (PIA) y 8 kB ROM, y 256 bytes de PROM)

Algunas otras interfaces sin imágenes disponibles:
- Interfaz E-LINK serie a IEEE. (contiene 65C02, 6522 y 4 kB de ROM)
- INTERPOD: una caja de interfaz independiente que conecta el bus serie CBM (IEC) a IEEE-488 paralelo y RS-232 en serie. Utiliza circuitos integrados CPU 6502, RIOT 6532, VIA 6522, ACIA 6850 y 4 kB 2716 EPROM.[8]
- MSD VIE ("VIC20-488") - EPROM 2716 de 4 kB, controladores IEEE VIA 6522, 75160A y 75161A.
- MSD CEI ("C64 - 488") - EPROM 2716 de 4 kB, controladores IEEE CIA 6526, 75160A y 75161A. , 75160A & 75161A IEEE drivers.
- Richvale Telecommunications (RTC) - C64-LINK - PIA 6821, EPROM[9]
- Richvale Telecommunications (RTC) - C64-LINK II - PIA 6821, EPROM[10][11]

## Uso con Commodore 64/128
Los discos duros D9060 y D9090 fueron muy buscados a principios de la década de 1980 por personas que usaban Commodore 64 y Commodore 128 que querían probar el lujo de tener todas sus utilidades y juegos en un solo lugar. Los archivos y juegos se cargaban 5 veces más rápido que desde la unidad de disquete común Commodore 1541. Muchos bulletin board system (BBS) se configuraron usando estos discos duros, ya que podían acceder a la información rápidamente y podían contener mucha más información en comparación con la unidad de disco 1541 que solo podía acceder a 170 kB en una cara de un disquete a la vez.
A fines de la década de 1980, el Commodore 64 había dejado obsoletos a todos los demás equipos Commodore de 8 bits, principalmente debido a la gran cantidad de usuarios en todo el mundo y también al apoyo de mercado de tantas compañías de software y hardware de terceros. Como resultado, un gran número de propietarios de C64 estaban adquiriendo las unidades de disco y los discos duros IEEE-488 más antiguos para conectarse a su computadora mediante una interfaz IEEE-488. Esto ha ejercido presión sobre el suministro de estos dispositivos, ya que hoy en día los buscan tanto los usuarios de Commodore 64/128 como las personas que usan la máquinas de la familia PET, para las que se diseñaron específicamente estas unidades.[cita requerida]

## Software, controladores y soporte técnico
El software basado en Commodore 64 para la administración de unidades, transferencias de archivos y diagnóstico de reparación está disponible en sitio web SPACE_TAXI.
Existe una combinación de software y cable que permite usar una PC común compatible con x86 como disco duro virtual IEEE-488. Ver aquí: baltissen.org/htm/cbmhd.htm